# Stanislao Loffreda
Padre Stanislao Loffreda, O.F.M. (Monteprandone, 15 gennaio 1932 – Ascoli Piceno, 9 agosto 2025) è stato un francescano, presbitero e archeologo italiano.

## Biografia
Padre Loffreda conseguì il dottorato in teologia biblica allo Studium Biblicum Franciscanum di Gerusalemme e il dottorato in archeologia presso l'Oriental Institute dell'Università di Chicago. Specialista nel campo della ceramica palestinese dal I all'XI secolo, insegnò archeologia biblica ed escursioni allo Studium Biblicum di Gerusalemme. Condusse scavi in Medio Oriente a Tabga, Cafarnao (qui contribuì alla scoperta di un'abitazione identificata come la casa di san Pietro assieme a Virgilio Corbo), Macheronte, Magdala e all'Herodion presso Betlemme. Pubblicò numerosi libri e articoli su riviste specializzate.